# Henry Bradley
Henry Bradley Unzueta (Lima, 1940 - ibídem, 7 d'abril de 2016) va ser un destacat pilot de carreres d'automobilisme peruà. Fill del també pilot d'automòbils i empresari anglès Henry Bradley Barnett, qui va arribar al Perú en la dècada del 1920. Va entrar des de molt jove al món de l'automobilisme, sense esperar convertir-se en una fita de l'automobilisme peruà. El seu debut ho realitza el 8 de desembre de 1961 en el Gran Premi Nordperuà (Sullana - Tumbes - Sullana), aconseguint el segon lloc en la seva categoria i el tercer en la classificació general.
Després de competir al Gran Premi de l'Argentina  de 1962 es pregunta per què els argentins tenien un Gran Premi i els peruans no. Va començar a transmetre aquesta inquietud a Nicky Alzamora i als membres de l'Automòbil Club Peruà, els quals van començar a treballar i després de quatre anys, buscant les rutes, es va aconseguir fer la primera carrera de Caminos del Inca. Conduint un Volvo 122S i tenint com a copilot a Oscar Vidaurre, el jove Henry va ser el guanyador de la primera edició del Gran Premi Nacional de Carreteres Caminos del Inca el 1966 i després en sis oportunitats més (1968, 1970, 1976, 1979, 1980 i 1988) aconseguint un rècord difícil de superar. Fou propietari d'una escola de maneig avançat per on van passar grans figures de l'automobilisme, i l'autòdrom del districte de Santa Rosa duu el seu nom.
Va morir a Lima, el 7 d'abril de 2016, víctima d'un càncer que l'afligia els darrers vint anys.
Sent les seves restes vetllades en les instal·lacions de l'Automòbil Club Peruà (Av. Canaval i Moreyra 671, San Isidro).

## Palmarès
- Campió de Caminos del Inca (1966, 1968, 1970, 1976, 1979, 1980 i 1988)
- Guanyador Gran Premio President de la República (1976, 1978 i 1982)
- Guanyador en la seva categoria al costat de Peter Kube en la Volta a Sud-amèrica 1978.